# Sint-Wivinakapel

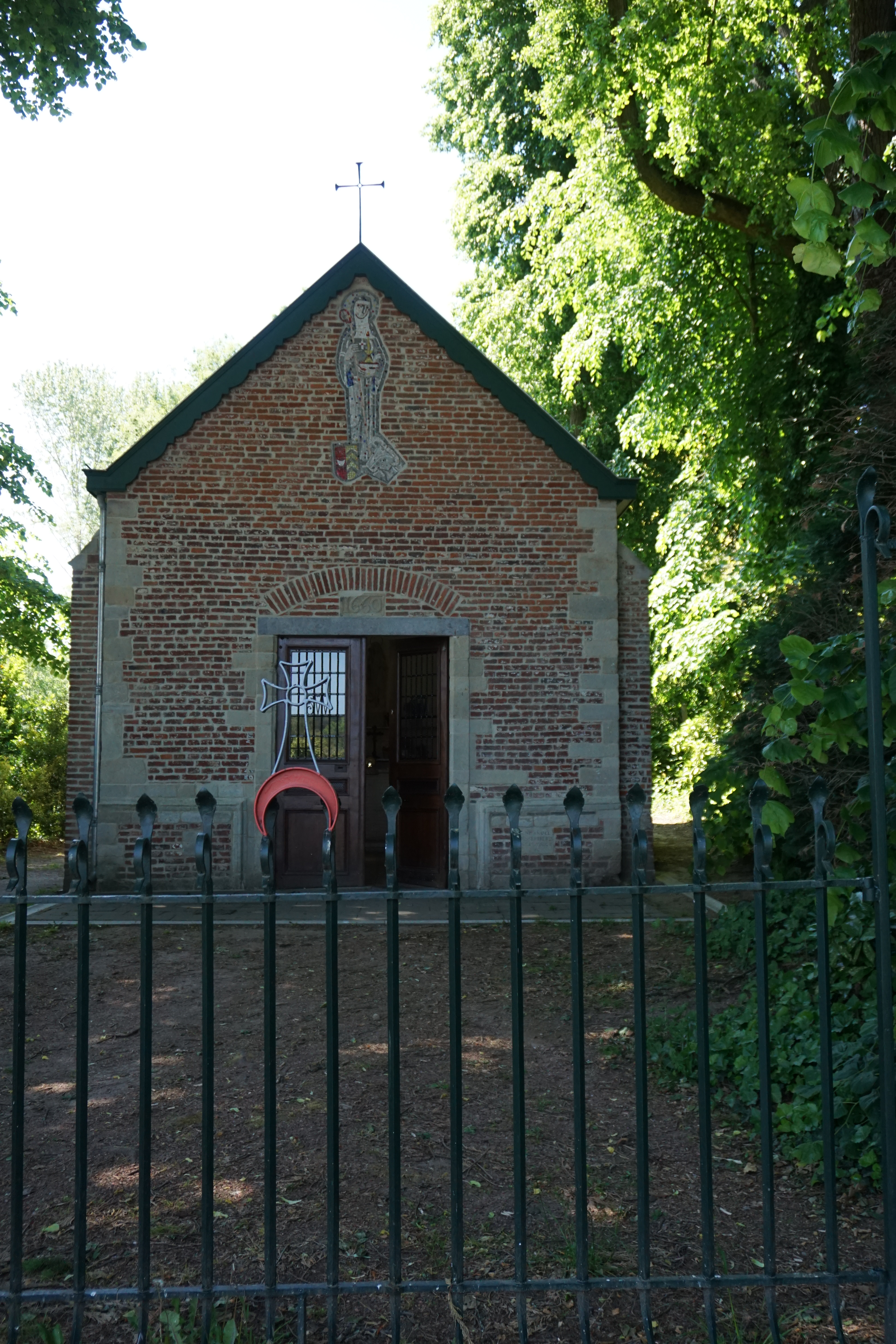

De Sint-Wivinakapel is een kapel gewijd aan Wivina van Bijgaarden, gelegen op de grens tussen Sint-Ulriks-Kapelle en Groot-Bijgaarden (Dilbeek). De kapel is het einddoel van de jaarlijkse Sint-Wivinaprocessie.

## Locatie

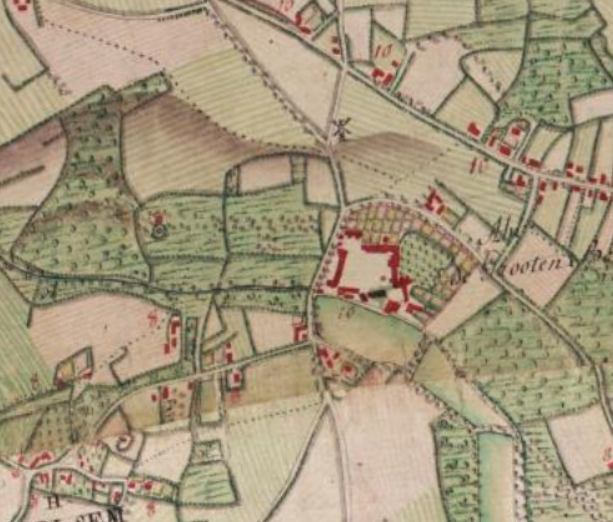
Wivina-klooster en bron op Ferrariskaart (1771-1778)

De kapel is gelegen op het einde van de Wivinadreef die de verbinding maakt tussen de toegang van het Sint-Wivinaklooster en de bron van de Heilige Wivina. Het perceel zelf is afgezet met lindebomen en is via een ijzeren hek toegankelijk.

## Beschrijving
De kapel is opgetrokken in baksteen en natuursteen en bestaat uit twee traveeën en een driezijdige koorsafsluiting. Het leien zadeldak is in de nok bekroond met een ijzeren kruis. De hoekkettingen, kwarthol geprofileerde omlijstingen, afzaat van de plint en steunberen zijn uitgevoerd in zandsteen.
De kapel heeft een puntgevel en is in de punt voorzien met een mozaïek die Sint-Wivina afbeeldt. De toegangsdeur is rechthoekig en bevindt zich onder een latei uit Blauwe hardsteen.
Glas-in-loodramen zijn aanwezig in de zijgevels.
Op het altaar is een klein reliek (botfragment) aanwezig.

## Historiek
De kapel dateert van de tweede helft van de 17de eeuw, zoals aangegeven op de datumsteen met opschrift "Anno 1660"  boven de toegangsdeur. In de 18de eeuw bevond de kapel zich op het grondgebied van Sint-Ulriks-Kapelle. In 1808 werden onder de toenmalige eigenaar Emmanuel Desferrieres aanpassingen uitgevoerd zoals af te leiden is aan de hand van de inscriptie "Emmanuel / Desferrieres / le 24 d’aout / 1808". Ook in 1880 werd de kapel grondig gewijzigd volgens het opschrift "G.H.D.F. / anno / 1880 / S. Wivine".  In 1929 kreeg de kapel haar huidig grondplan. Begin 20ste eeuw was de kapel bepleisterd met schijnvoegen en voorzien van een aangebouwde luifel onder zadeldak. In 1976 werden deze verwijderd.
Op 13 september 1996 werd de kapel beschermd net zoals de gebouwen van het Sint-Wivinaklooster.

## Sint-Wivinaprocessie
Op de eerste zondag van mei vindt jaarlijks de Sint-Wivinaprocessie plaats. In de even jaren vertrekt ze van de Sint-Egidiuskerk en eindigt bij de Sint-Wivinakapel, terwijl in de oneven jaren een bidtocht doorgaat. Tijdens de processie wordt het verhaal van de Heilige Wivina verteld. Zij is de patroonheilige tegen oog- en keelpijn en tegen veeziekten.  

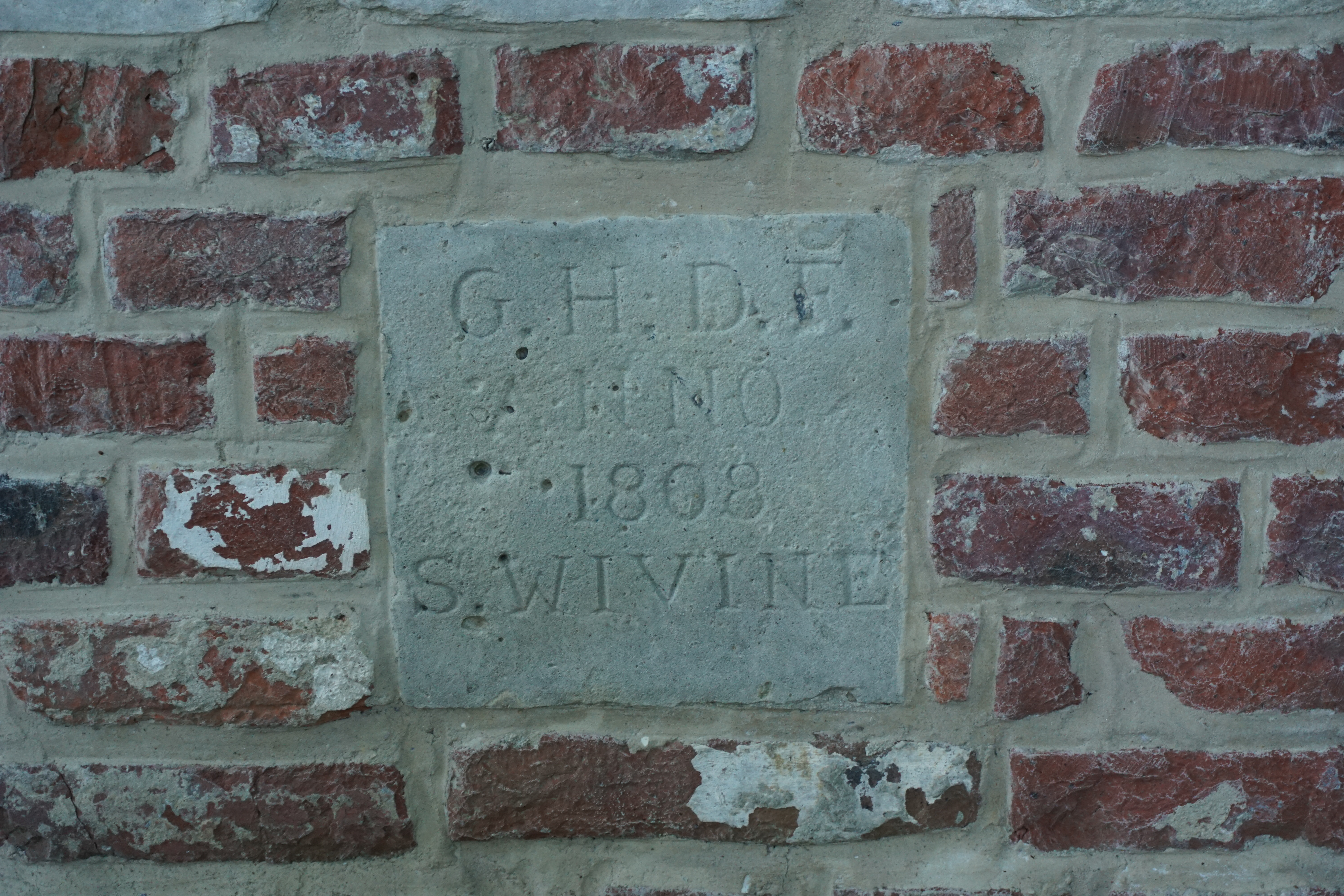
Inscriptie van 1880
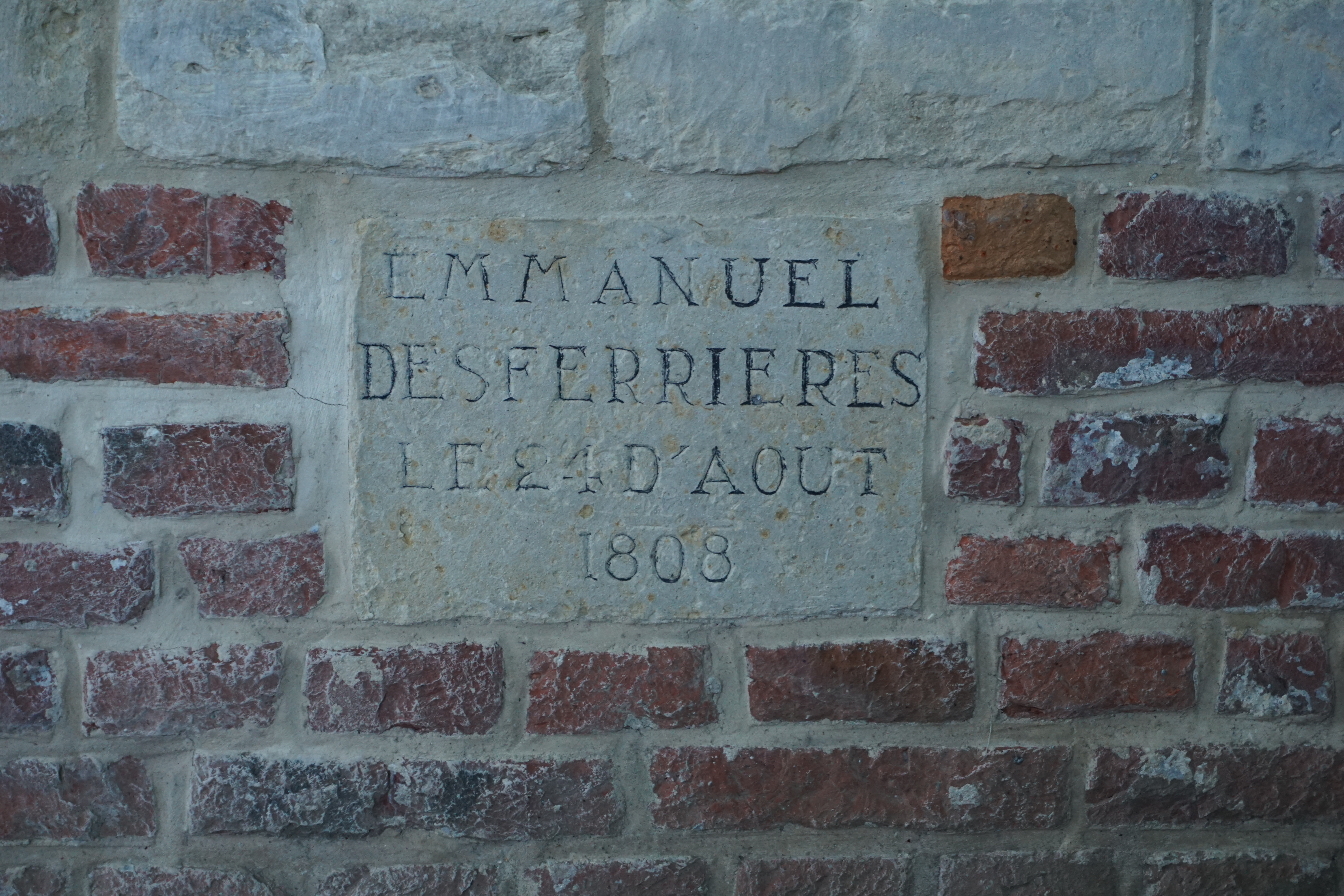
Inscriptie van 1808
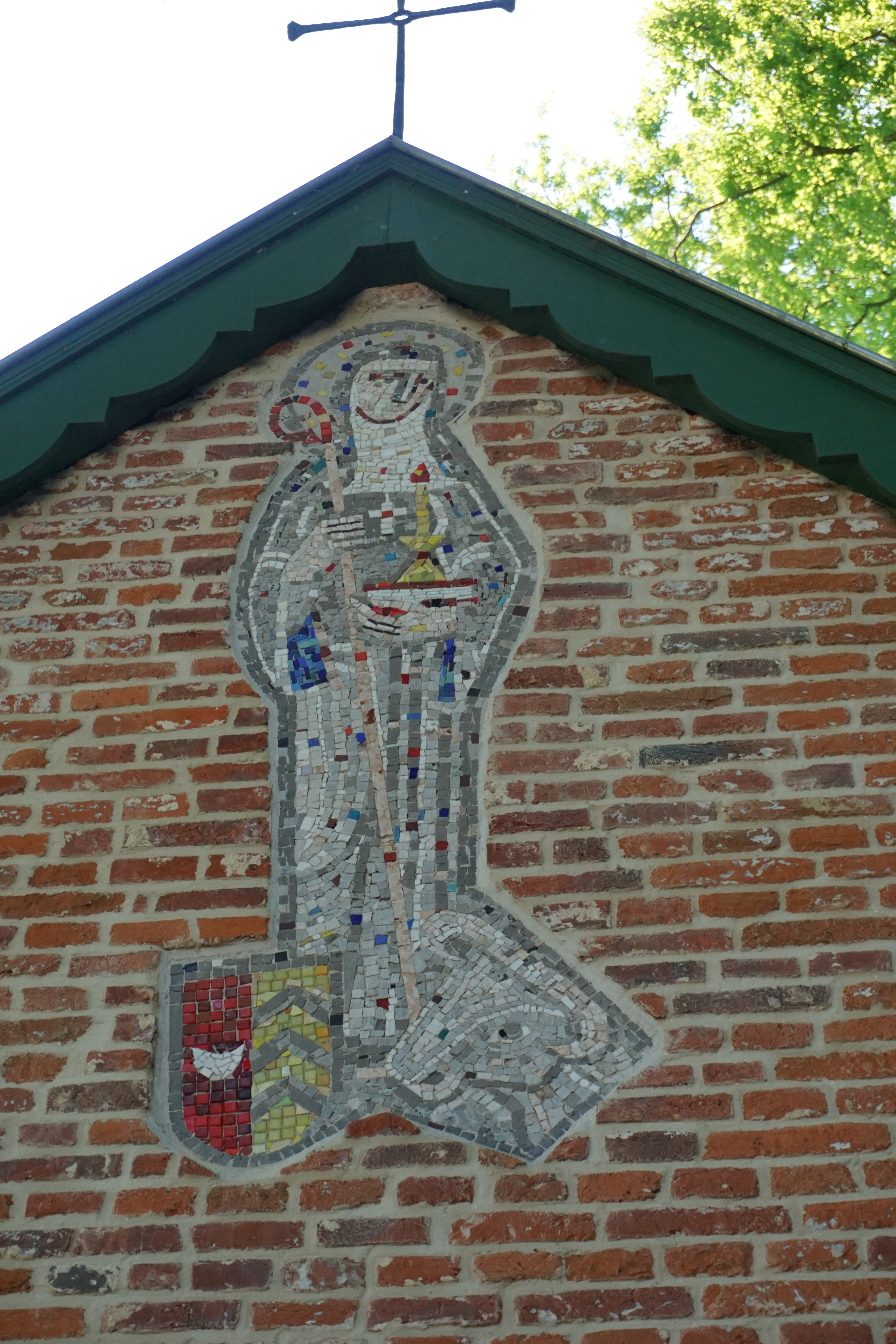
Mozaïek met de beeltenis van de Heilige Wivina in de puntgevel
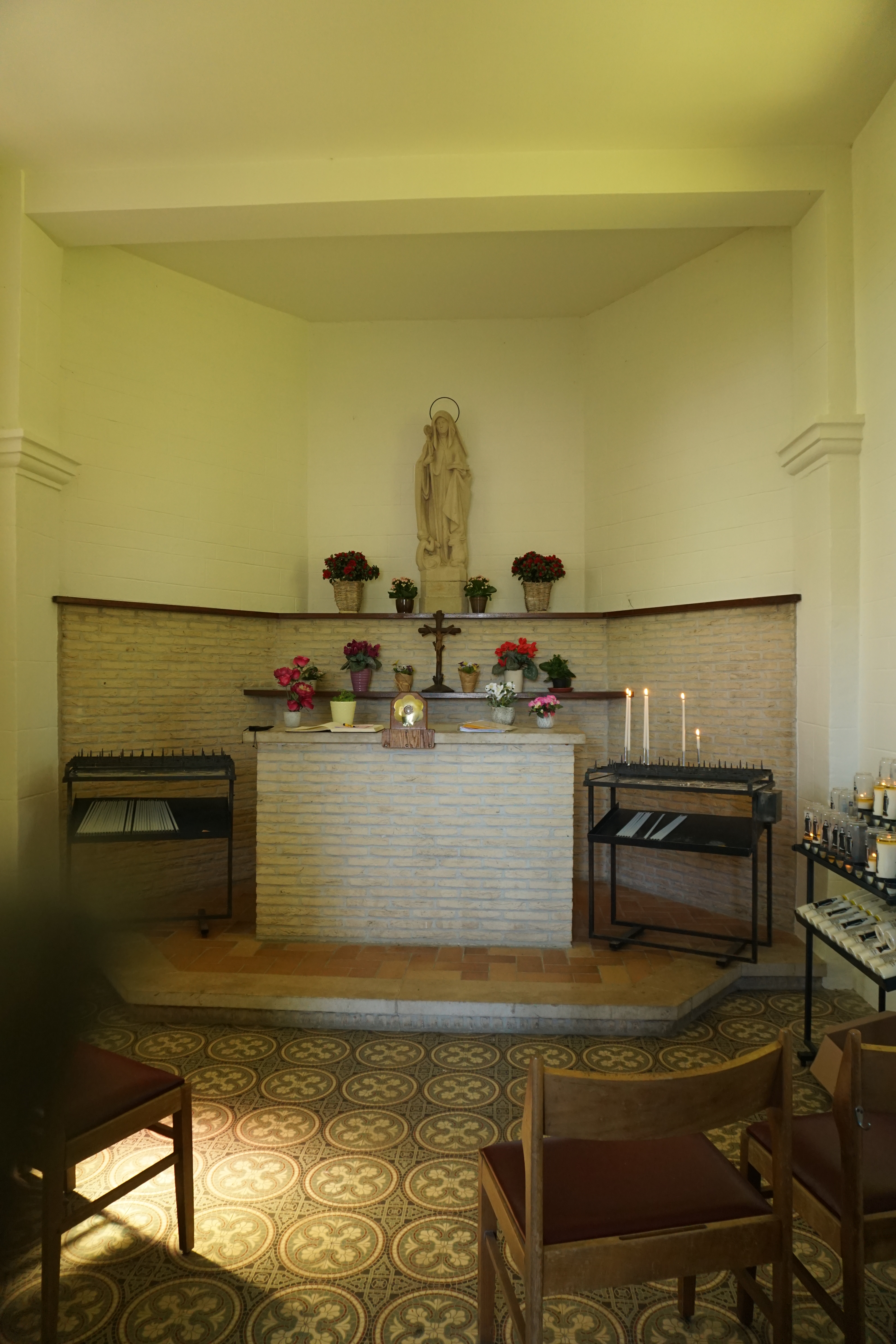
Koor
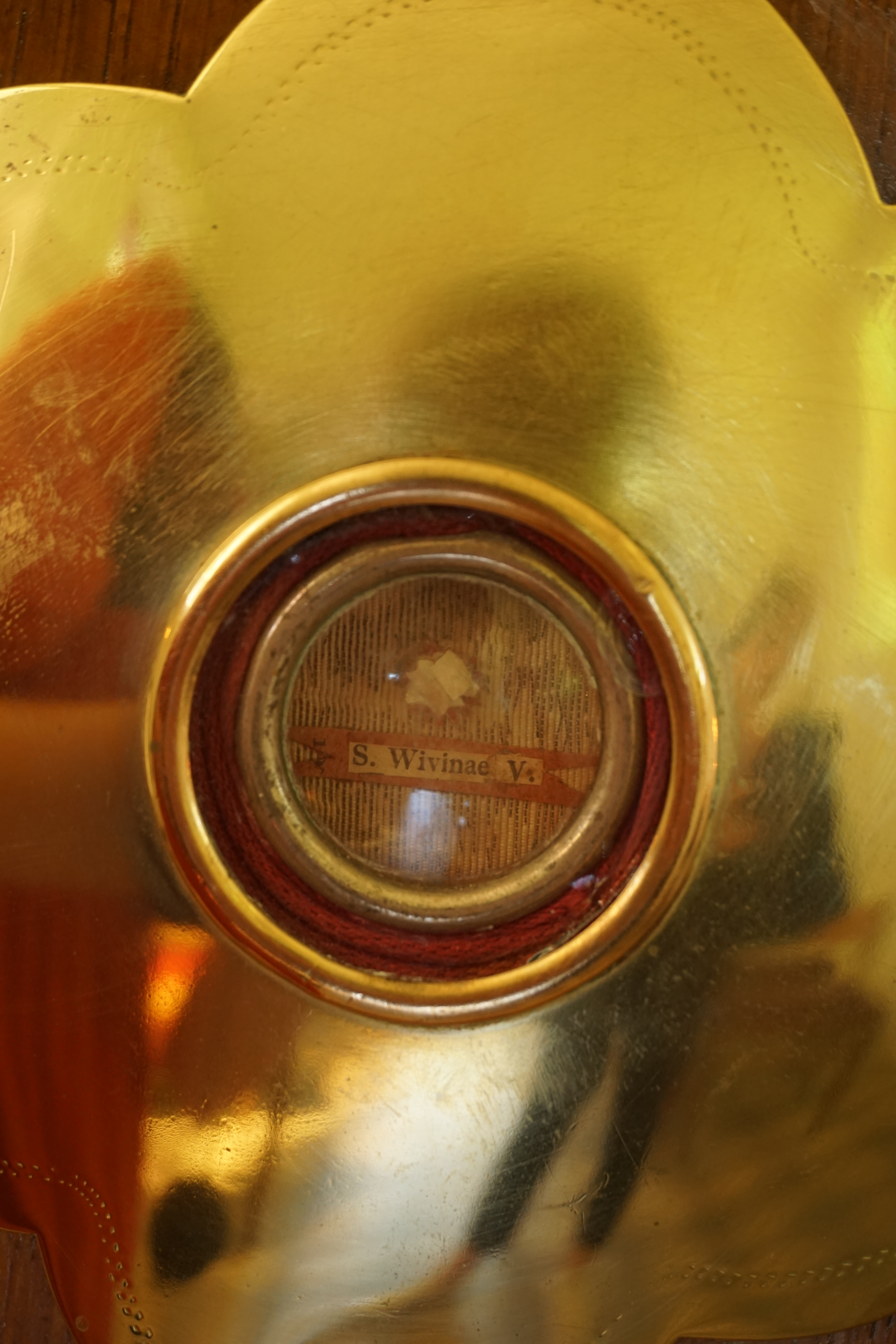
Reliek van Sint-Wivina
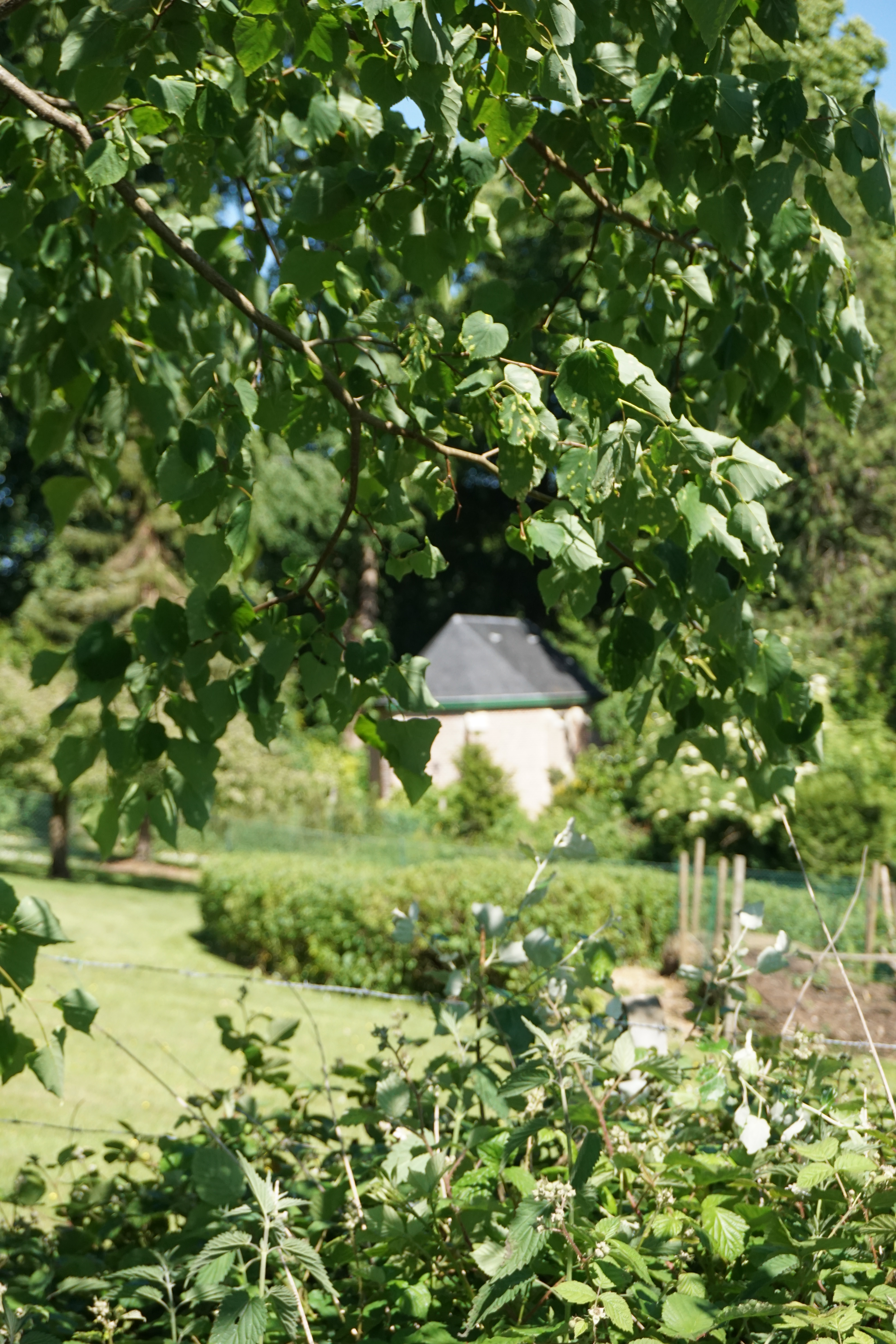
Zicht op de kapel vanaf de Begraafplaats van de broeders van de Christelijke Scholen
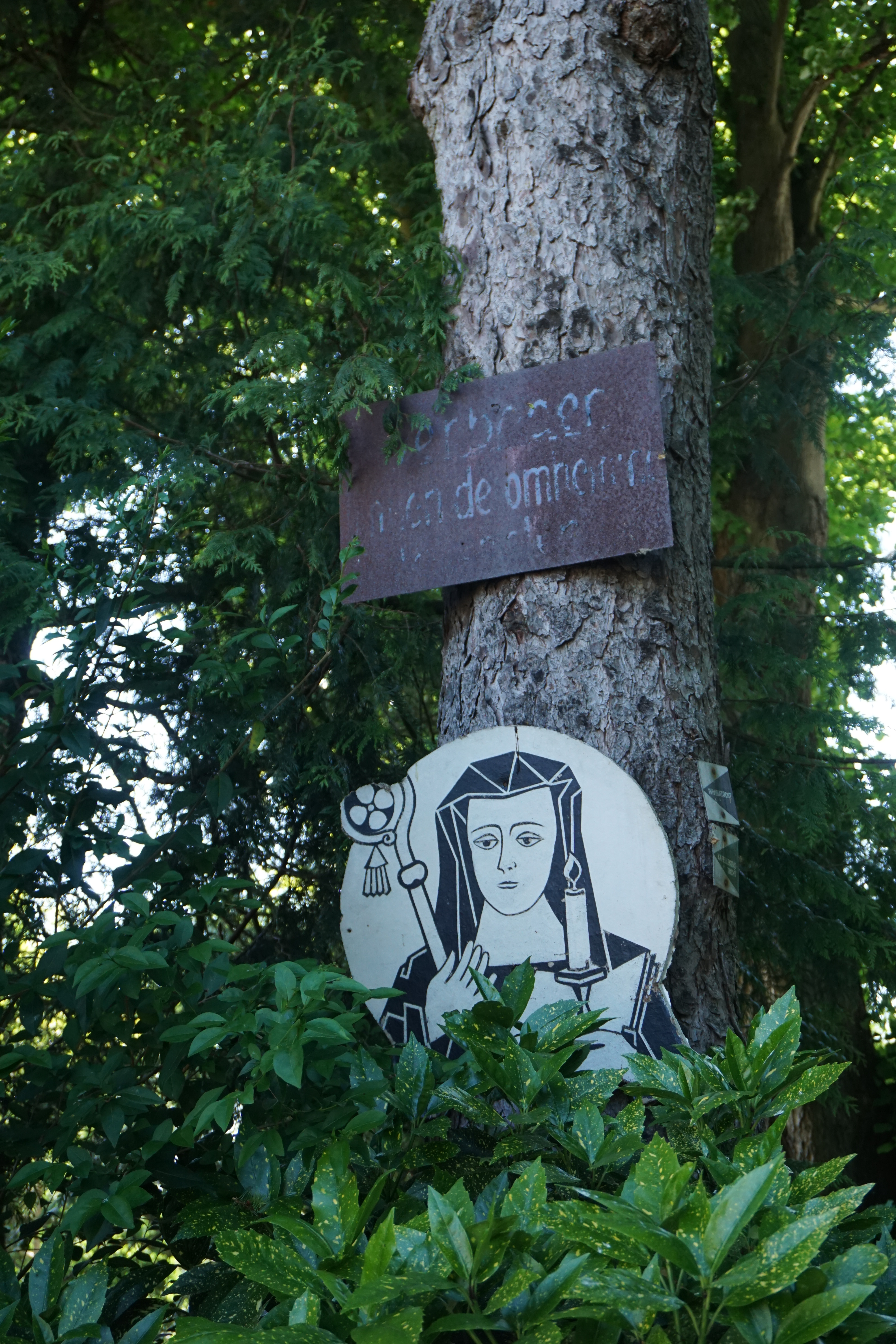
Aanduiding processiestatie buiten aan de kapel